# Eleição municipal de Poá em 2012
A Eleição municipal de Poá em 2012 aconteceu em 7 de outubro de 2012 para eleger um prefeito, um vice-prefeito e 17 vereadores no município de Poá, no Estado de São Paulo, no Brasil. O prefeito Francisco Pereira de Sousa, o Testinha (PDT), foi eleito com 77,25% dos votos válidos, sendo vitorioso logo no primeiro turno, em disputa com seis adversários: Dr. Ali Sami El Kadri (PT), Augusto de Jesus (PRB), Prof. Milton Bueno (PSOL), Cavalleti (PSB), Pedro do Jornal (PMDB) e Azuir Cavalcante (PTB). O vice-prefeito eleito foi Marcos Borges (PSD), que assumiu a prefeitura após a cassação do mandato de Testinha em junho de 2014, condenado pela Câmara Municipal de Poá por infração político-administrativa, sendo primeiro chefe de executivo a ser cassado na cidade.
O pleito em Poá foi parte das eleições municipais nas unidades federativas do Brasil. A disputa para as 17 vagas na Câmara Municipal de Poá envolveu a participação de 40 candidatos. O candidato mais bem votado foi Giancarlo Lopes (PR), que obteve 3,17% dos votos válidos.

## Antecedentes
Na eleição municipal de 2008, Testinha, que era filiado ao PDT na época, derrotou o ex-prefeito Eduardo Carlos Felippe (DEM) no primeiro turno, com 20.143 votos, equivalentes a 32% dos votos válidos. Antes de ser prefeito, Testinha foi eleito vereador de Poá em 2004, na coligação entre o PDT e o PTB.

## Eleitorado
Na Eleição de 2012, estiveram aptos a votar 88.744 poaenses, o que correspondia a 79,60% da população da cidade.

## Candidatos
Foram sete candidatos à prefeitura em 2012: Testinha, do PDT na época da eleição, Doutor Ali do PT, Augusto de Jesus do PRB, Prof. Milton Bueno do PSOL, Cavalleti do PSB, Pedro do Jornal do PMDB e Azuir do PTB.
| N.º | Candidato(a)       | Vice                | Partido | Coligação                                           |
| --- | ------------------ | ------------------- | ------- | --------------------------------------------------- |
| 10  | Augusto de Jesus   | Raquel Tiemann      | PRB     | "Poá merece mais" (PRB/DEM/PHS)                     |
| 12  | Testinha           | Marcos Borges       | PDT     | "Poá no caminho certo" (PDT/PPS/PC do B/PP/PSDB)    |
| 13  | Doutor Ali         | Professora Marcinha | PT      | "PT"                                                |
| 14  | Azuir              | Junior da Locadora  | PTB     | "Poá merece mais, só depende de você." (PTB/PR/PTC) |
| 15  | Pedro do Jornal    | Alexandre Comitre   | PMDB    | "Poá muito melhor" (PMDB/PMN/PRP)                   |
| 40  | Cavalletti         | Jucelino            | PSB     | "PSB"                                               |
| 50  | Prof. Milton Bueno | Débora Adão         | PSOL    | "PSTU"                                              |

## Resultados

### Prefeito
No dia 7 de outubro, Testinha foi reeleito com 77,25% dos votos válidos.
| Candidato(a)              | Vice                     | 1º Turno 7 de outubro de 2012 | 1º Turno 7 de outubro de 2012 |
| Candidato(a)              | Vice                     | Votação                       | Votação                       |
|                           |                          | Total                         | Porcentagem                   |
| ------------------------- | ------------------------ | ----------------------------- | ----------------------------- |
| Testinha (PDT)            | Marcos Borges (PSD)      | 47.695                        | 77,25%                        |
| Doutor Ali (PT)           | Professora Marcinha (PT) | 5.198                         | 8,42%                         |
| Augusto de Jesus (PRB)    | Raquel Tiemann           | 4.625                         | 5,32%                         |
| Prof. Milton Bueno (PSOL) | Débora Adão (PSOL)       | 2.679                         | 4,34%                         |
| Cavalleti (PSB)           | Jucelino (PSB)           | 1.105                         | 1,79%                         |
| Azuir Cavalcante (PTB)    | Júnior da Locadora (PR)  | 0                             | 0%                            |
| Total de votos válidos    | Total de votos válidos   | 61.739                        | 82,15%                        |
| Votos em branco           | Votos em branco          | 3.419                         | 4,55%                         |
| Votos nulos               | Votos nulos              | 9.993                         | 13,30%                        |
| Total                     | Total                    | 75.151                        | 100%                          |
| Abstenções                | Abstenções               | 13.593                        | 15,32%                        |
| Votos apurados            | Votos apurados           | 75.151                        | 100%                          |
| Total de eleitores        | Total de eleitores       | 88.744                        | 100%                          |

### Vereador
| Resultado da eleição para a Câmara Municipal de Poá em 2012 por candidato | Resultado da eleição para a Câmara Municipal de Poá em 2012 por candidato | Resultado da eleição para a Câmara Municipal de Poá em 2012 por candidato | Resultado da eleição para a Câmara Municipal de Poá em 2012 por candidato | Resultado da eleição para a Câmara Municipal de Poá em 2012 por candidato | Resultado da eleição para a Câmara Municipal de Poá em 2012 por candidato |
| Candidato                                                                 | Número                                                                    | Partido                                                                   | Votos                                                                     | Porcentagem                                                               |                                                                           |
| ------------------------------------------------------------------------- | ------------------------------------------------------------------------- | ------------------------------------------------------------------------- | ------------------------------------------------------------------------- | ------------------------------------------------------------------------- | ------------------------------------------------------------------------- |
| Gian Lopes                                                                | 22999                                                                     | PR                                                                        | 2.815                                                                     | 4,10%                                                                     |                                                                           |
| Marquinhos Indaia                                                         | 12333                                                                     | PDT                                                                       | 1.771                                                                     | 2,58%                                                                     |                                                                           |
| Madruga                                                                   | 17025                                                                     | PSL                                                                       | 1.552                                                                     | 2,26%                                                                     |                                                                           |
| Edinho do Kemel                                                           | 23630                                                                     | PPS                                                                       | 1.511                                                                     | 2,20%                                                                     |                                                                           |
| Alexandre Provisor                                                        | 17012                                                                     | PDT                                                                       | 1.214                                                                     | 1,95%                                                                     |                                                                           |
| Zé Carlos da Maçã do Amor                                                 | 12777                                                                     | PDT                                                                       | 1.264                                                                     | 1,84%                                                                     |                                                                           |
| Tonho de Calmon                                                           | 12612                                                                     | PDT                                                                       | 1.229                                                                     | 1,79%                                                                     |                                                                           |
| Deneval Dias                                                              | 10987                                                                     | PRB                                                                       | 1214                                                                      | 1,77%                                                                     |                                                                           |
| Laurinston                                                                | 43456                                                                     | PV                                                                        | 1.031                                                                     | 1,50%                                                                     |                                                                           |
| Drª. Jeruza Reis                                                          | 14444                                                                     | PTB                                                                       | 995                                                                       | 1,45%                                                                     |                                                                           |
| Welson Lopes                                                              | 23610                                                                     | PPS                                                                       | 982                                                                       | 1,43%                                                                     |                                                                           |
| Neno Ferrari/Neno do Sofá                                                 | 23023                                                                     | PPS                                                                       | 964                                                                       | 1,41%                                                                     |                                                                           |
| Marquinhos Mecânico                                                       | 12111                                                                     | PDT                                                                       | 936                                                                       | 1,36%                                                                     |                                                                           |
| Diogo Pernoca                                                             | 28333                                                                     | PRTB                                                                      | 909                                                                       | 1,32%                                                                     |                                                                           |
| Ricardo Massa                                                             | 11611                                                                     | PP                                                                        | 867                                                                       | 1,26%                                                                     |                                                                           |
| Dr. Saulo Dentista                                                        | 23300                                                                     | PPS                                                                       | 825                                                                       | 1,29%                                                                     |                                                                           |
| Saulo Souza                                                               | 12090                                                                     | PDT                                                                       | 815                                                                       | 1,19%                                                                     |                                                                           |
| Prof. Rogério Mathias                                                     | 13444                                                                     | PT                                                                        | 813                                                                       | 1,19%                                                                     |                                                                           |
| Lázaro Borges                                                             | 10650                                                                     | PRB                                                                       | 805                                                                       | 1,17%                                                                     |                                                                           |
| Professor Roberio                                                         | 12345                                                                     | PDT                                                                       | 778                                                                       | 1,13%                                                                     |                                                                           |
| Toninho da Biblioteca                                                     | 12888                                                                     | PDT                                                                       | 777                                                                       | 1,13%                                                                     |                                                                           |
| Harati                                                                    | 28123                                                                     | PRTB                                                                      | 765                                                                       | 1,12%                                                                     |                                                                           |
| Pastor Manoel                                                             | 10789                                                                     | PRB                                                                       | 745                                                                       | 1,09%                                                                     |                                                                           |
| Mario Sumire                                                              | 55123                                                                     | PSD                                                                       | 727                                                                       | 1,06%                                                                     |                                                                           |
| Lau do Azuir                                                              | 14622                                                                     | PTB                                                                       | 684                                                                       | 1,00%                                                                     |                                                                           |

| Votos nominais   | Votos nominais   |        |        |
| Votos em legenda | Votos em legenda |        |        |
| Votos válidos    | Votos válidos    | 68.606 | 88,92% |
| Votos nulos      | Votos nulos      | 3.378  | 91,29% |
| Votos em branco  | Votos em branco  | 3.167  | 4,21%  |
| Total            | Total            | 75.151 | 100%   |
| ---------------- | ---------------- | ------ | ------ |